# توماس ادوارد لورنس
توماس ادوارد لورنس (به انگلیسی: Thomas Edward Lawrence) (زاده ۱۶ اوت ۱۸۸۸–۱۹ مه ۱۹۳۵) باستان‌شناس، افسر نظامی، دیپلمات و نویسنده بریتانیایی بود.
وی طی جنگ جهانی اول به عنوان رایزن نظامی انگلستان برای رهبران عرب حجاز کار می‌کرد. حجاز در آن زمان تحت تسلط ترک‌های عثمانی بود. عثمانی در جنگ جهانی اول متحد آلمان بود و به همین دلیل دشمن انگلستان محسوب می‌شد. در این دوران، پادشاهی و امارت حجاز در دست شریف حسین بود و سرهنگ «لورنس» نماینده دولت انگلیس در دربار وی بود.
لورنس در عربستان فرهنگ اعراب را مطالعه می‌کرد و نه تنها زبان عربی را به خوبی فرا گرفته بود، بلکه لهجه‌های قبایل مختلف را هم آموخته بود. او از پوشیدن لباس عربی و زندگی مثل مردان قبایل بیابانی احساس غرور می‌کرد و به همین دلیل لقب لورنس عربستان به او داده شد. در مشاهدات لورنس به نکات جالبی در فرهنگ عرب اشاره شده‌است.

## نبرد عقبه و تضعیف عثمانی
لورنس در سال ۱۹۱۶ با متحد کردن قبایل عرب ساکن حجاز از سمت صحرا به بندر عقبه در شمال دریای سرخ حمله کرد و با پیروزی در این جنگ در میانه جنگ جهانی اول تسلط عثمانی بر دریای سرخ را از بین برد.

## تخریب خط آهن حجاز
در طول جنگ جهانی اول، بخشی از مسیر خط حجاز که توسط عثمانی برای اتصال دمشق به فلسطین ساخته شده بود توسط توماس ادوارد لورنس، تخریب و نابود شد.

## مرگ
لورنس پس از یک تصادف با موتورسیکلت خود، شش روز در حالت کما بود و در تاریخ ۱۹ مه ۱۹۳۵ میلادی در اردوگاه بووینگتن انگلستان درگذشت.
وینستون چرچیل و ادوارد مورگان فورستر در مراسم خاکسپاری وی حضور داشتند.

## در فرهنگ عامه
کتاب
زندگی‌نامه وی با عنوان «هفت رکن حکمت» (به انگلیسی: The Seven Pillars of Wisdom) اثر مهم وی به‌شمار می‌رود، که در آن راجع به تجربیات خود در عراق می‌گوید.
سینما
فیلم لورنس عربستان، که در آن پیتر اوتول نقش لورنس را بازی می‌کند، براساس زندگی توماس ادوارد لورنس، در سرزمین حجاز ساخته شده‌است.

## جستار شخصیت‌های مشابه
گرترود بل
آن لمبتون